# Сен-Никола-ле-Сито
Сен-Никола́-ле-Сито́ (фр. Saint-Nicolas-lès-Cîteaux) — коммуна во Франции, находится в регионе Бургундия. Департамент коммуны — Кот-д’Ор. Входит в состав кантона Нюи-Сен-Жорж. Округ коммуны — Бон.
Код INSEE коммуны — 21564.

## Население
Население коммуны на 2010 год составляло 434 человека.
| 1962 | 1968 | 1975 | 1982 | 1990 | 1999 | 2010 |
| ---- | ---- | ---- | ---- | ---- | ---- | ---- |
| 395  | 386  | 316  | 331  | 400  | 475  | 434  |

## Экономика
В 2010 году среди 277 человек трудоспособного возраста (15—64 лет) 226 были экономически активными, 51 — неактивными (показатель активности — 81,6 %, в 1999 году было 73,4 %). Из 226 активных жителей работали 207 человек (112 мужчин и 95 женщин), безработных было 19 (11 мужчин и 8 женщин). Среди 51 неактивных 20 человек были учениками или студентами, 20 — пенсионерами, 11 были неактивными по другим причинам.